# Okręgowe rozgrywki w piłce nożnej woj. rzeszowskiego (1953)
Okręgowe rozgrywki w piłce nożnej woj. rzeszowskiego w sezonie 1953.

## Klasa A
- Siedem spotkań Gwardii Przemyśl w pierwszej rundzie, w których uzyskała łącznie pięć punktów, zostało zweryfikowanych jako walkowery na niekorzyść tego zespołu za grę niezgłoszonych zawodników[1].
- Tabela nie uwzględnia wyników trzech nierozegranych spotkań, m.in. meczu Górnik Krosno - Gwardia Przemyśl, przerwanego przy stanie 0:2[2].
- Triumfator i wicemistrz rozgrywek zakwalifikowali się do turnieju barażowego o III ligę[3].

## Baraże o III ligę

### Rzeszów / Lublin
Tabela pierwotna po zakończeniu baraży
| Poz. | Klub              | M | Pkt. | Mecze | Mecze | Mecze | Bramki | Bramki |
| Poz. | Klub              | M | Pkt. | zwy.  | rem.  | por.  | zdob.  | stra.  |
| ---- | ----------------- | - | ---- | ----- | ----- | ----- | ------ | ------ |
| 1    | Stal Stalowa Wola | 6 | 8    |       |       |       | 23     | 8      |
| 2    | Gwardia Chełm     | 6 | 8    |       |       |       | 12     | 7      |
| 3    | Gwardia Rzeszów   | 6 | 8    |       |       |       | 13     | 8      |
| 4    | Kolejarz Lublin   | 6 | 1    |       |       |       | 5      | 28     |

| Poz. | Klub              | M | Pkt. | Mecze | Mecze | Mecze | Bramki | Bramki |
| Poz. | Klub              | M | Pkt. | zwy.  | rem.  | por.  | zdob.  | stra.  |
| ---- | ----------------- | - | ---- | ----- | ----- | ----- | ------ | ------ |
| 1    | Stal Stalowa Wola | 6 | 10   |       |       |       | 25     | 5      |
| 2    | Gwardia Rzeszów   | 6 | 9    |       |       |       | 12     | 7      |
| 3    | Gwardia Chełm     | 6 | 5    |       |       |       | 8      | 10     |
| 4    | Kolejarz Lublin   | 6 | 1    |       |       |       | 5      | 28     |

| Poz. | Klub              | M | Pkt. | Mecze | Mecze | Mecze | Bramki | Bramki |
| Poz. | Klub              | M | Pkt. | zwy.  | rem.  | por.  | zdob.  | stra.  |
| ---- | ----------------- | - | ---- | ----- | ----- | ----- | ------ | ------ |
| 1    | Stal Stalowa Wola | 6 | 10   |       |       |       | 25     | 5      |
| 2    | Gwardia Rzeszów   | 6 | 9    |       |       |       | 12     | 7      |
| 3    | Gwardia Chełm     | 6 | 5    |       |       |       | 8      | 10     |
| 4    | Kolejarz Lublin   | 6 | 1    |       |       |       | 5      | 28     |

- W turnieju barażowym o awans do III ligi 1954 uczestniczyli po dwaj reprezentanci rozgrywek klasy w okręgach rzeszowskim i lubelskim. Baraże rozgrywano w terminach: 27 września, 4, 11, 18, 25 października, 1 listopada[4]. Promowane awansem było zajęcie miejsce 1-2 w barażach.
- Po zakończeniu rozgrywki pierwotnie awans wywalczyły drużyny Stali Stalowa Wola i Gwardii Chełm, jednak z powodu występów nieuprawnionego zawodnika pod fałszywym nazwiskiem w drużynie Gwardii Chełm decyzją Komisji Sportowej WKKF w Rzeszowie wyniki meczów Gwardia Rzeszów – Gwardia Chełm (2:2) oraz Stal Stalowa Wola – Gwardia Chełm (1:2) zostały zweryfikowane jako walkowery na niekorzyść Gwardii Chełm, wskutek czego awans do II ligi uzyskały drużyny ze Stalowej Woli i Rzeszowa[5][6].

## Baraże o klasę A

### Rzeszów
Tabela pierwotna po zakończeniu baraży
- W turnieju barażowym awans do klasy A 1954 uzyskały dwa pierwsze zespoły[7].
- Wobec powiększenia liczby uczestników klasy A w sezonie 1954, wszystkie cztery zespoły zostały przyjęte do tych rozgrywek.